# هالزویل (میزوری)
هالزویل (به انگلیسی: Hallsville) یک شهر در ایالات متحده آمریکا است که در شهرستان بونی، میزوری واقع شده‌است. هالزویل ۳٫۴۴ کیلومتر مربع مساحت و ۱٬۴۹۱ نفر جمعیت دارد و ۲۷۵ متر بالاتر از سطح دریا واقع شده‌است.